# Scorpaenopsis oxycephala
Scorpaenopsis oxycephala là một loài cá ăn thịt vây tia với các gai độc thuộc họ Cá mù làn, chúng sống ở Ấn Độ Dương và Thái Bình Dương.

## Mô tả
Chúng có thể đạt chiều dài tối đa 36 cm (14 in) và có thể thay đổi đáng kể trong màu sắc. Con trưởng thành có một số râu dưới hàm.
Loài này thường sinh sống ở rạn san hô dốc từ chỉ có 1 mét đến một độ sâu 35 mét. Khi ở trong vùng nước nông, những người bơi vô tình có thể bước đi trên chúng mà có thể gây ra chấn thương rất đau từ các gai độc.

## Hình ảnh

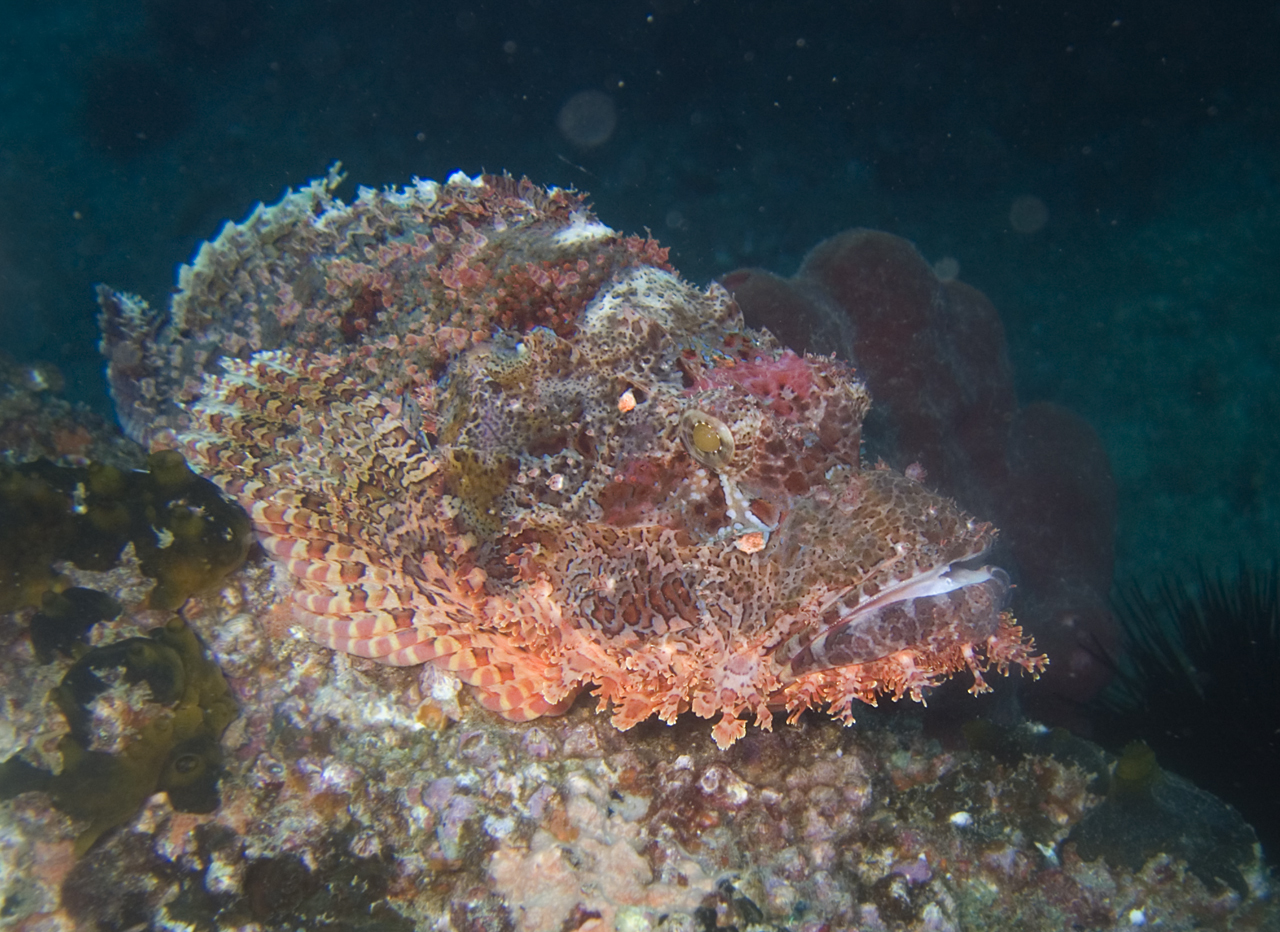
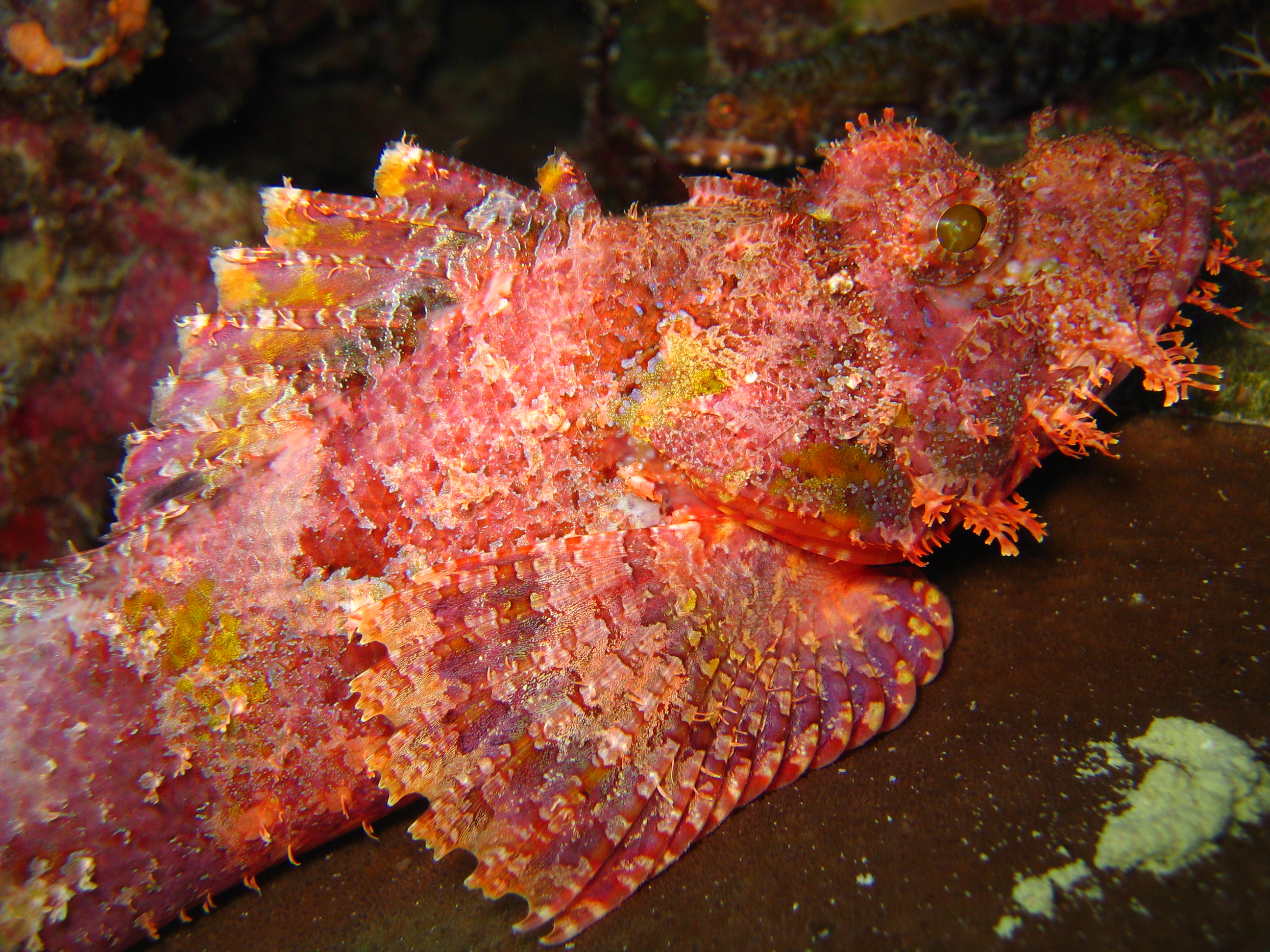
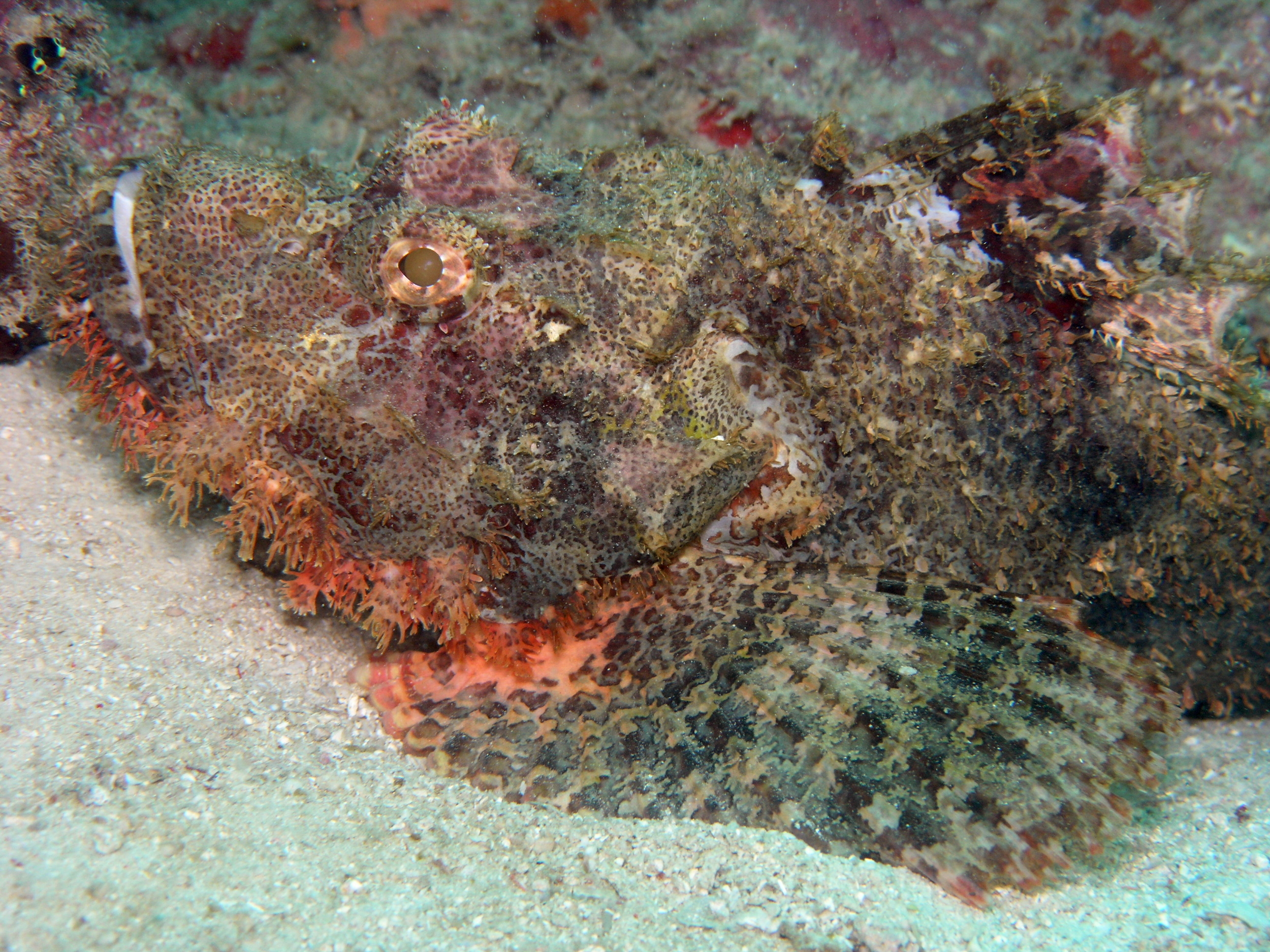
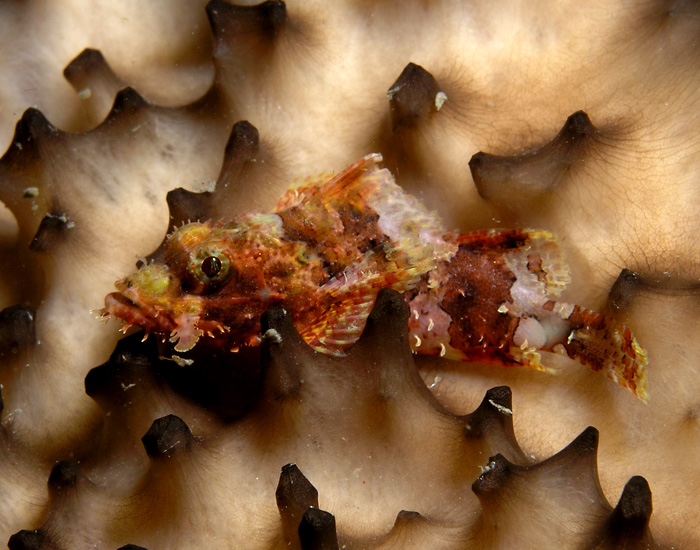